# Desmopachria apicodente
Desmopachria apicodente (лат.) — вид жуков-плавунцов рода Desmopachria из подсемейства Hydroporinae (Dytiscidae). 

## Распространение
Встречаются в Южной Америке: Венесуэла, Гайана.

## Описание
Жуки мелких размеров; длина 1,7—1,8 мм. Голова бледно-оранжевая. Пронотум бледно-оранжевый с темной областью вдоль заднего края. Надкрылья тёмно-красно-коричневые широко вдоль шва, становятся бледно-красными медиально, с бледными, слабо демаркированными макулами антеромедиально, латерально вдоль границы, апикально и часто в виде небольшой линии медиально. Брюшная поверхность жёлтая до оранжевой. Гениталии самцов имеют отличительные особенности: срединная лопасть самца прямая и апикально резко заострённая в боковом аспекте и широкая и апикально широко усечённая в вентральном аспекте. Латеральная лопасть умеренно широкая с резко изогнутыми вершинами по срединной линии с отчётливым, маленьким, удлинённым апикальным зубцом. Тело широко овальное и выпуклое профиль; лабиальные щупики зазубренные апикально; заднебоковой угол переднеспинки острый; простернальный отросток резко заострен.